# Jet Set Radio
《Jet Set Radio》（又译作，最初於北美洲發行時稱為）是一款由Smilebit開發、SEGA發行的Dreamcast主機電玩遊戲。該遊戲在2000年6月9日於日本推出，同年10月30日在北美上市，接著於11月24日在歐洲發售。之後，Vicarious Visions製作的Game Boy Advance移植版本由THQ在2004年6月26日於北美、2004年2月20日於歐洲推出。2012年9月，Blit Software制作的高畫質（HD）版本在Xbox Live Arcade、PlayStation Network和Windows上發售。在SEGA轉型為軟體公司後，其續作《Jet Set Radio Future》於2002年在Xbox上推出。本作品以卡通渲染的視覺風格在遊戲界中成為知名作品。

## 遊戲內容
玩家在《Jet Set Radio》中扮演非法幫派「The GGs」的的成員，目標是掌控虛構城市「Tokyo-to」，並對付其他敵對幫派和警察。玩家的角色穿著直排輪溜冰鞋，並能使出跳躍、在軌桿上滑行和拖住汽車滑行（skitching）等技巧。角色也可使用衝刺來提升速度，衝刺所需的能量則由施展特技和連續招式獲得。遊戲中最常見的目標是以自己的塗鴉覆蓋助對手幫派的塗鴉，塗鴉前須在舞台場景中收集足夠的噴漆罐。按下塗鴉鈕直接噴出小型的塗鴉，較大範圍的塗鴉則需依照畫面指示操作類比方向鍵來繪製。玩者的角色將會因為受到子彈或武器攻擊、從高處摔落或撞擊車輛而受傷，收集健康噴漆罐後可逐漸恢復生命值。

## 后续
2023年12月，在游戏大奖2023上，世嘉宣布包括《Jet Set Radio》在内的多款经典作品都在制作全新作品，并展示了这些新作的游戏画面。

## 資料來源
1. ↑  .   [2012-11-01]. （原始内容存档于2012-06-29）.
2. 1 2  .   [2012-11-01]. （原始内容存档于2012-09-14）.
3. ↑  . GameSpot.   [September 14, 2012]. （原始内容存档于2013年1月23日）.
4. ↑  .   [2012-11-01]. （原始内容存档于2021-01-15）.

## 外部連結
- 《Jet Set Radio》在 世嘉英国 的页面
- 《Jet Grind Radio》 （页面存档备份，存于）在 GameSpot.com 的页面